# Pindara
Pindara là một chi bướm đêm thuộc họ Noctuidae.

## Các loài
- Pindara illibata (Fabricius, 1775)
- Pindara prisca (Walker, 1858)
- Pindara serratilinea (Bethune-Baker, 1906)